# Личный чемпионат СССР по шахматной композиции 1984
Чемпионат СССР по шахматной композиции 1984 — 15-й личный чемпионат.
Полуфинал — 547 композиций 103 авторов, опубликованных в 1979—1980. 
Главный судья — Я. Владимиров.

## Двухходовки
Полуфинал — 194 задачи 35 авторов. Финал — 44 задачи 12 авторов. 
Судья — Сушков. 
1. Руденко — 43 балла; 

2. Кисис — 42; 

3. Пильченко — 39; 

4. Мельниченко — 38; 

5. Антонов — 38; 

6—7. М. Павлов и Фокин — по 34; 

8. Я. Россомахо — 34; 

9. А. Василенко — 33; 

10. Лобусов — 33; 

11. Рухлис — 28; 

12. В. Голубенко — 25. 
Лучшие композиции — Мельниченко и Руденко; Рухлис.

## Трёхходовки
Полуфинал — 126 задач 28 авторов. Финал — 45 задач 14 авторов. 
Судья — Гебельт. 
1. Гуляев — 43 балла; 

2. Давиденко — 42; 

3. Руденко — 41; 

4. А. Копнин — 40; 

5. Сычёв — 37; 

6. Лобусов — 36; 

7—8. М. Кузнецов и Марандюк — по 34; 

9. Н. Иванов — 32; 

10. Мельниченко — 32; 

11. Пугачёв — 26; 

12. Загоруйко — 20; 

13. Я. Россомахо — 19; 

14. Суворов — 11.  
Лучшая композиция — Давиденко.

## Многоходовки
Полуфинал — 93 задачи 24 авторов. Финал — 28 задач 9 авторов. 
Судья — М. Кузнецов. 
1. Крихели — 44 балла;
2. Руденко — 33;
3. Калинин — 29;
4. Попандопуло — 27;
5. Марандюк — 27;
6. Загоруйко — 26;
7. А. Ярославцев — 26;
8. А. Спирин — 25;
9. А. Виртманис — 19.

Лучшие композиции — Виртманис и В. Чекарьков; Загоруйко (2 задачи); Крихели.

## Этюды
Полуфинал — 134 этюда 24 авторов. Финал — 50 этюдов 14 авторов.
Судья — Брон. 
1. Базлов — 47 баллов; 

2. Кацнельсон — 40; 

3—4. Гургенидзе и Кралин — по 35; 

5. Митрофанов — 35; 

6. Каландадзе — 34; 

7—8. Белоконь и A. Зинчук — по 32; 

9. Б. Олимпиев — 32; 

10. А. Копнин — 31; 

11. В. Разуменко — 31; 

12. Э. Асаба — 28; 

13. А. Белявский — 28; 

14. Г. Умнов — 27.  
Лучшая композиция — Базлов.